# Antal Koch
Antal Koch, auch Anton Koch, (* 7. Januar 1843 in Sombor; †  8. Februar 1927 in Budapest) war ein ungarischer Geologe, Mineraloge, Petrograph und Paläontologe.

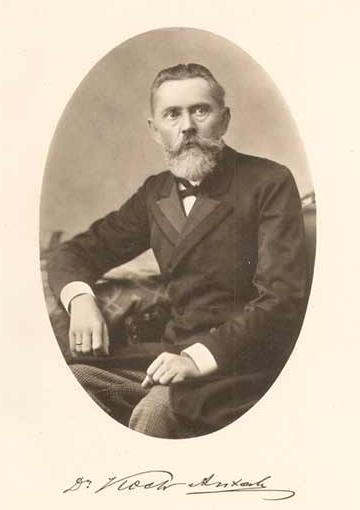
Antal Koch

Koch wurde 1864 an der Universität von Pest promoviert und war dann Lehrer für Mathematik und Naturwissenschaften am Gymnasium in Eperjes. 1868 wurde er Adjunkt für Geologie an der Universität Pest. Er war 1869 Gründungsmitglied des Königlich Ungarischen Geologischen Instituts und studierte mit einem staatlichen Stipendium 1869/70 an den Universitäten von Bonn und Wien. Koch war 1872 bis 1895 erster Professor für Geologie und Mineralogie in Klausenburg, deren Rektor er 1891/92 war, und hatte danach bis zu Emeritierung 1913 den Lehrstuhl für Geologie und Paläontologie an der Universität Budapest.
Koch deckte als Wissenschaftler noch alle Bereiche der Geowissenschaften ab (Geologie, Paläontologie, Geophysik, Mineralogie, Petrographie, Höhlenforschung, Meteoritenkunde) und kartierte besonders in Siebenbürgen. Koch schrieb eine Monographie über das Tertiär des Siebenbürgener Beckens, beschrieb die Trachyt-Gruppe am rechten Donauufer bei Budapest und die Geologie der Fruška Gora. Die wissenschaftliche Erstbeschreibung des Minerals Pseudobrookit stammt von ihm.
Mitgliedschaften bestanden bei der Ungarischen Akademie der Wissenschaften (Korrespondent ab 1875, ab 1894 Vollmitglied) und in der Geological Society of London (1904).
Koch ist Vater des Geographen und Geologen Nándor Koch (1885–1961), Bruder des Chemikers Ferenc Koch (1853–1942) und Onkel des Mineralogen Sandor Koch (1896–1983).

## Schriften
- Geologische Beschreibung des St.-Andrä-Visegrader und des Piliser Gebirges (ungarisch) 1872
- Geologie der Fruska-Gora (ungarisch), Math-Naturwiss. Beiträge aus Ungarn, 1896, 45–127
- Geologische Beschaffenheit der am rechten Ufer gelegenen Hälfte der Donautrachytgruppe  nahe Budapest, Zeitschrift der Deutschen Geologischen Gesellschaft 1876, 293–349
- Die fossilen Säugetier-Überreste Siebenbürgens 1876 (ungarisch)
- Die alttertiären Echiniden Siebenbürgens, Jahrbuch Kgl. Ungar. Geolog. Anstalt 1885
- Kritische Übersicht der Mineralien Siebenbürgens (ungarisch), 1885
- Über die Geologische Struktur des Kronstädter Gebirges (ungarisch) 1887
- Die Tertiärbildungen des Beckens der Siebenbürgener (ungarisch), Jahresbericht Königlich Ungar. Geolog. Anstalt 1894, 177–400
- Geologische Karte von Ungarn (ungarisch) 1896
- Die Stadt Nagybanya und Umgebung 1898 (ungarisch)